# دانيال روبينيو
دانيال روبينيو (9 يناير 1989 في ساو باولو في البرازيل – )؛ هو لاعب كرة قدم سابق كان يلعب كمهاجم.

## وصلات خارجية
- دانيال روبينيو على موقع رابطة كرة القدم اليابانية للمحترفين (اليابانية)
- دانيال روبينيو على موقع دوري كوريا الجنوبية (الإنجليزية)
- دانيال روبينيو على موقع قاعدة بيانات كرة القدم.إي يو (الإنجليزية)
- دانيال روبينيو على موقع Soccerway.com (الإنجليزية)
- دانيال روبينيو على موقع عالم كرة القدم.نت (الإنجليزية)